# Lijst van vlaggen van Turkije
Dit is een lijst van vlaggen van Turkije.

## Nationale vlag (perFIAV-codering)
|          | Civiele vlag | Staatsvlag | Oorlogsvlag |
| -------- | ------------ | ---------- | ----------- |
| Te land  | · ?          | · ?        | · ?         |
| Te water | · ?          | · ?        | · ?         |

## Vlaggen van bestuurders
| Vlag                               | Periode      | Functie                            | Beschrijving |
| ---------------------------------- | ------------ | ---------------------------------- | --- |
| Vlag van de president van Turkije. | 1925 - heden | Vlag van de president van Turkije. | Een presidentiële zegel, die bestaat uit een zon met 8 lange en 8 korte stralen omringd door 16 sterren. De zon vertegenwoordigt de oneindigheid van Turkije en de 16 sterren symboliseren de 16 grote Turkse rijken in de geschiedenis. De 16 sterren zijn uitgelijnd met een hoek van 22,5 graden, equidistant rond de zon. Eén rand van elke ster wijst naar het centrum van de zon. |